# Redmi Note 10 Pro
Redmi Note 10 Pro — смартфон суббренда Xiaomi Redmi, що є покращеною версією Redmi Note 10. Був представлений 4 березня 2021 року разом з Redmi Note 10, Note 10S та Note 10 5G.
Існують дві версії Redmi Note 10 Pro: глобальна та індійська, що відрізняються основним модулем камери та присутністю модуля NFC у глобальній версії. В Індії глобальний Redmi Note 10 Pro продається під назвою Redmi Note 10 Pro Max.

## Дизайн

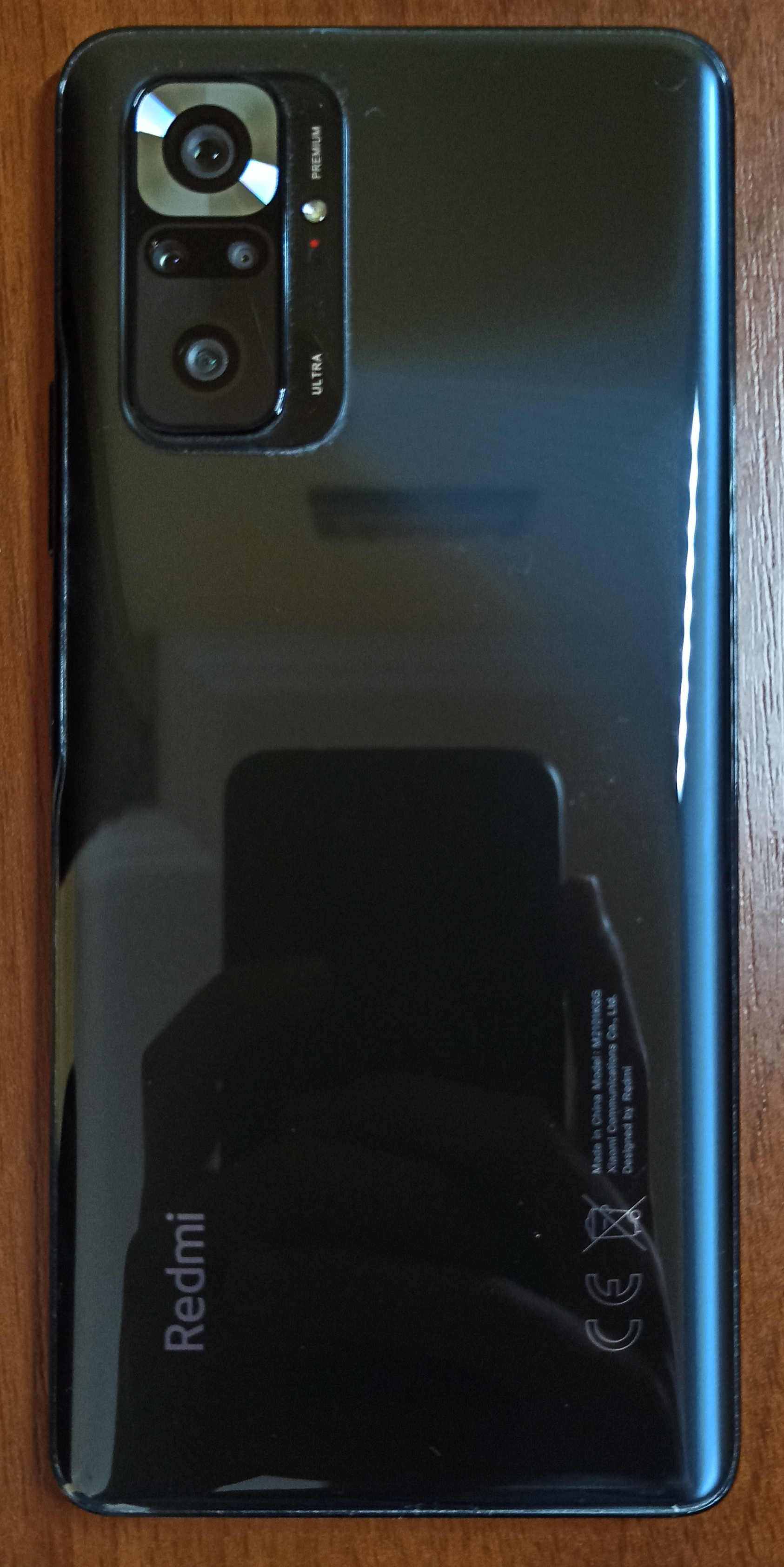
Задня частина Redmi Note 10 Pro в кольорі Onyx Gray

Задня панель та екран виконані зі скла Corning Gorilla Glass 5. Бокова частина виконана з пластику.
Знизу розміщені роз'єм USB-C, динамік та мікрофон. Зверху розташовані другий мікрофон, другий динамік, ІЧ-порт та 3.5 мм аудіороз'єм. З лівого боку розташований слот під 2 SIM-картки і карту пам'яті формату microSD до 512 ГБ. З правого боку розміщені кнопки регулювання гучності та кнопка блокування смартфона, в яку вбудований сканер відбитків пальців.
Смартфони продавалися в 3 кольорах: Onyx Gray/Dark Night (сірий), Glacier Blue/Glacial Blue (блакитний) та Gradient Bronze/Vintage Bronze (бронзовий). Також в честь Xiaomi Fan Festival 2022 були представлені такі кольори як Aurora Green (зелений, як у Redmi Note 10 5G) та Nebula Purple (фіолетовий, як у Redmi Note 10S).

## Технічні характеристики

### Платформа
Смартфони отримали процесор Qualcomm Snapdragon 732G та графічний процесор Adreno 618.

### Батарея
Батарея отримала об'єм 5020 мА·год та підтримку швидкої зарядки потужністю 33 Вт.

### Камера
Смартфони отримали основну квадрокамеру що складається з наступних об'єктивів: 108 Мп, f/1.9 в Redmi Note 10 Pro та Note 10 Pro Max або 64 Мп, f/1.9 в індійського Redmi Note 10 Pro (ширококутний) з фазовим автофокусом dual pixel + 8 Мп, f/2.2 (надширококутний) + 5 Мп, f/2.4 (макро) + 2 Мп, f/2.4 (сенсор глибини). Основний модуль всіх моделей може записувати відео в роздільній здатності 4K@30fps. Фронтальна камера отримала роздільність 16 Мп, діафрагму f/2.45 (ширококутний) та здатність можливість відео в роздільній здатності 1080p@30fps.

### Екран
Екран Super AMOLED, 6.67", FullHD+ (2400 × 1080) зі співвідношенням сторін 20:9, щільністю пікселів 395 ppi, частотою оновлення дисплея 120 Гц та круглим вирізом під фронтальну камеру, що знаходиться зверху в центрі.

### Звук
Смартфони отримали стереодинаміки, розташовані на верхньому та нижньому торцях. Також з оновленнями стала присутня підтримка Dolby Atmos.

### Пам'ять
Обидві версії Redmi Note 10 Pro продаються в комплектаціях 6/64, 6/128 та 8/128 ГБ.
Redmi Note 10 Pro Max продається в комплектаціях 6/128 та 8/128 ГБ.

### Програмне забезпечення
Смартфони були випущені на MIUI 12 на базі Android 11. Redmi Note 10 Pro був оновлений до MIUI 14 на базі Android 13, а індійський Redmi Note 10 Pro та Note 10 Pro Max — до MIUI 13 на базі Android 12.

## Ціна
Redmi Note 10 Pro поступив у продаж 13 березня 2021 року за ціною 7699 грн. в версії 6/64 ГБ та 8299 грн. в версії 6/128 ГБ. Також 12 березня 2021 року пройшов Mi Flash Live розпродаж, на якому смартфон можна було взяти за дешевшою ціною.

## Redmi Note 10 Pro MFF Limited Edition
Redmi Note 10 Pro MFF Limited Edition — лімітоване видання Redmi Note 10 Pro в кольорі Gradient Bronze, випущене спеціально для Mi Fan Festival 2021. Особливістю цього видання стали логотип Mi Fan Festival 2021 на задній скляній панелі та змінений дизайн коробки. Видання було доступне виключно в комплектації 8/128 ГБ і випущене в обмеженій кількості. В Україні Redmi Note 10 Pro MFF Limited Edition продавався за ціною 8999 грн.

## Галерея

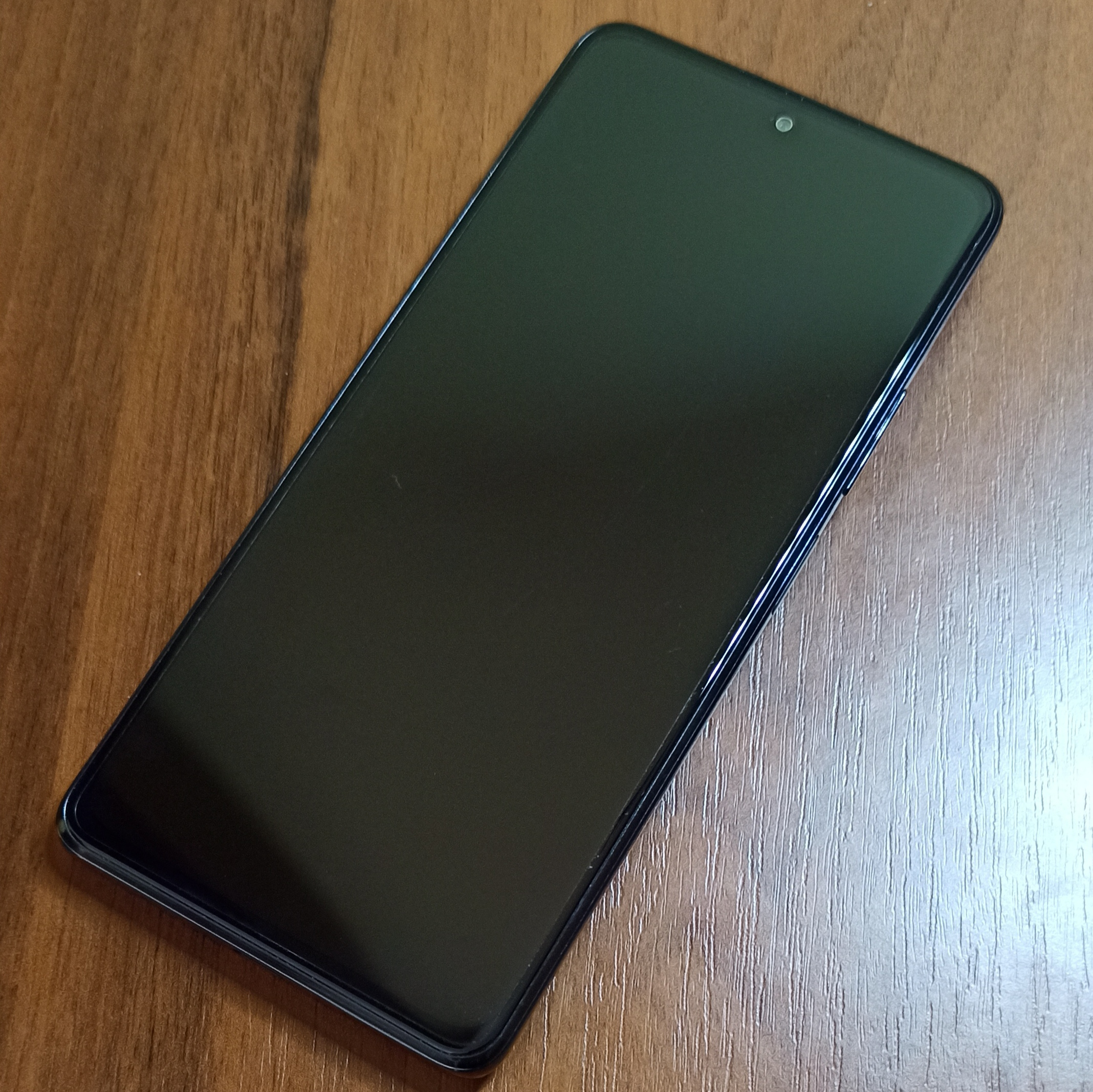
Передня частина Redmi Note 10 Pro
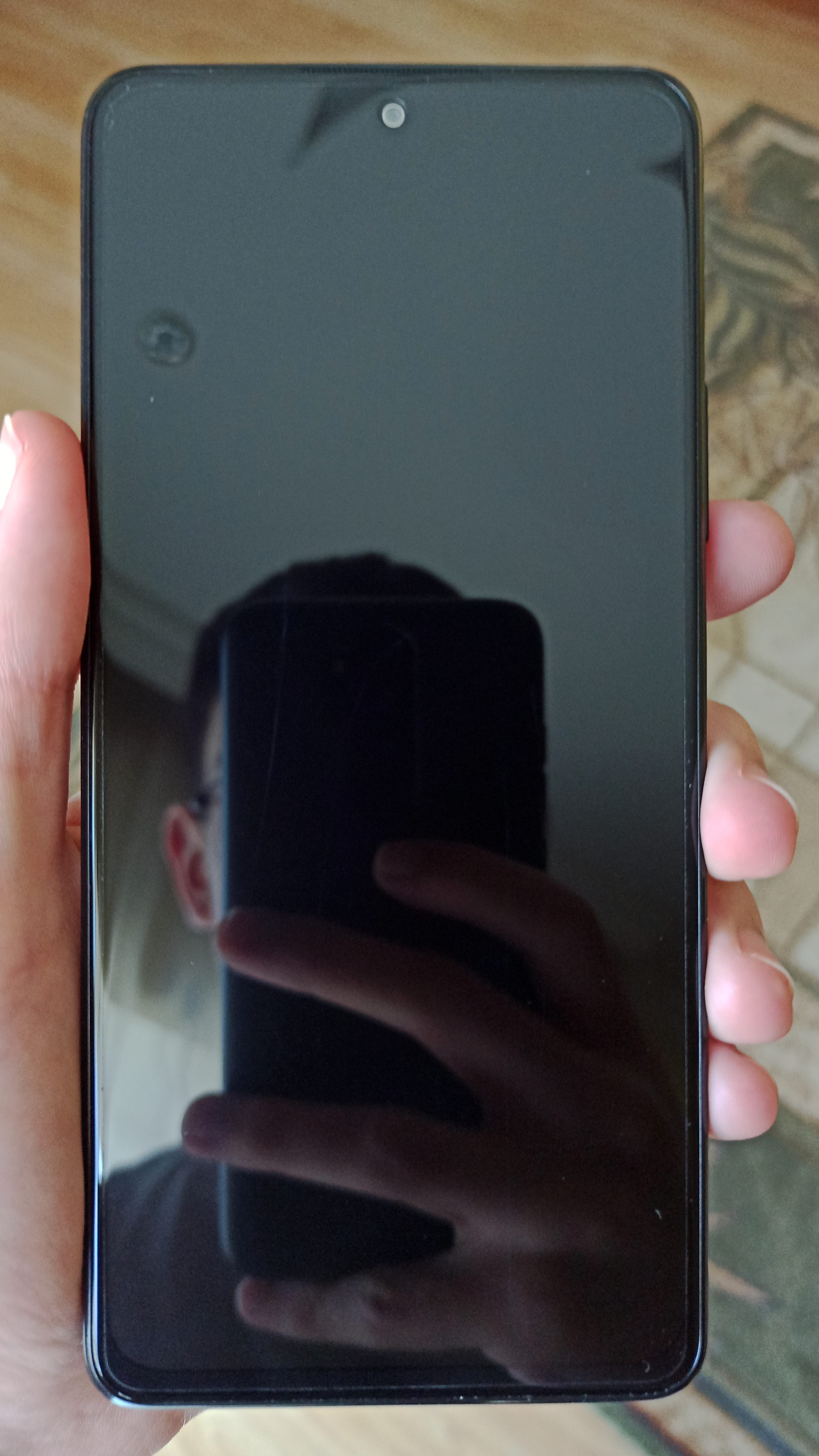
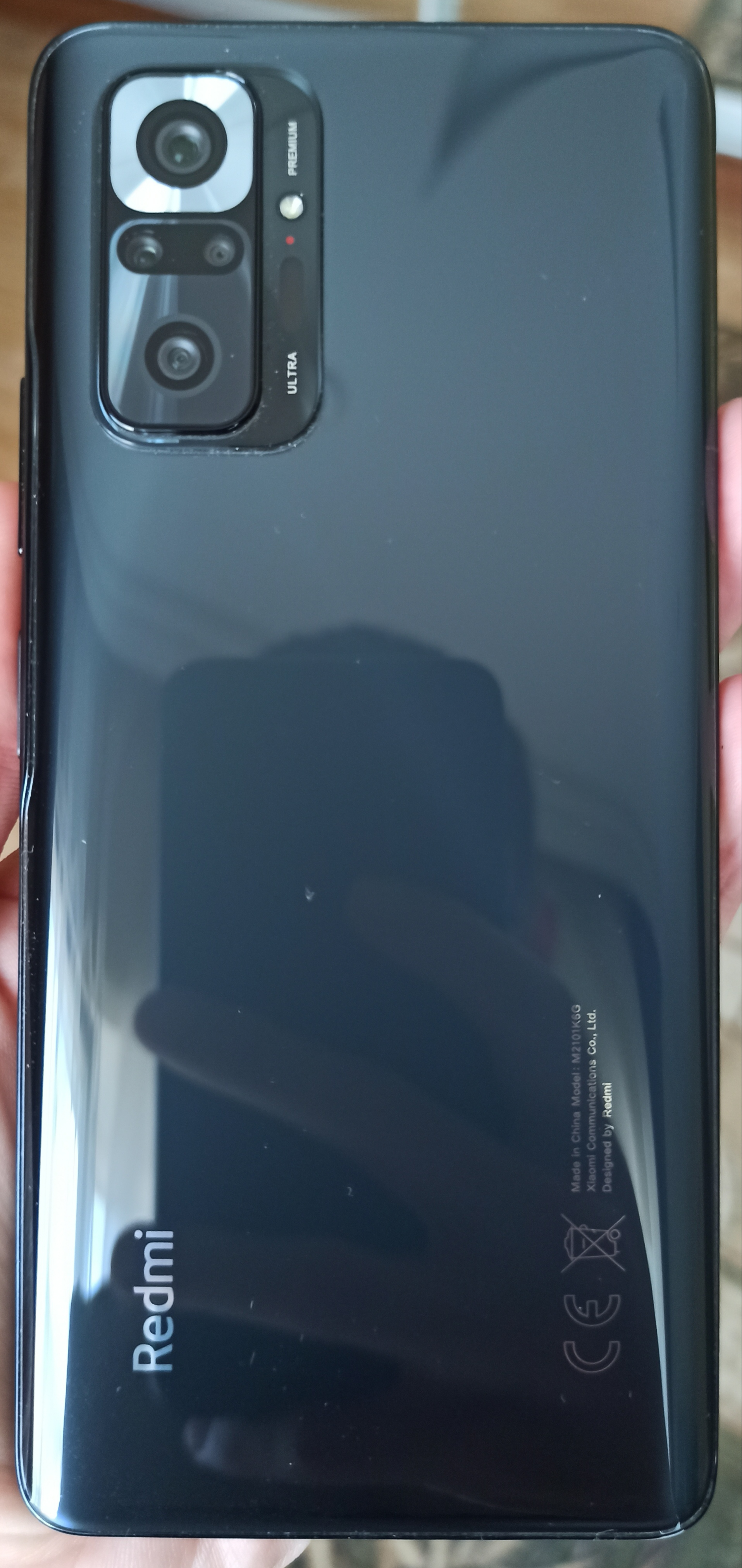
Задня частина Redmi Note 10 Pro
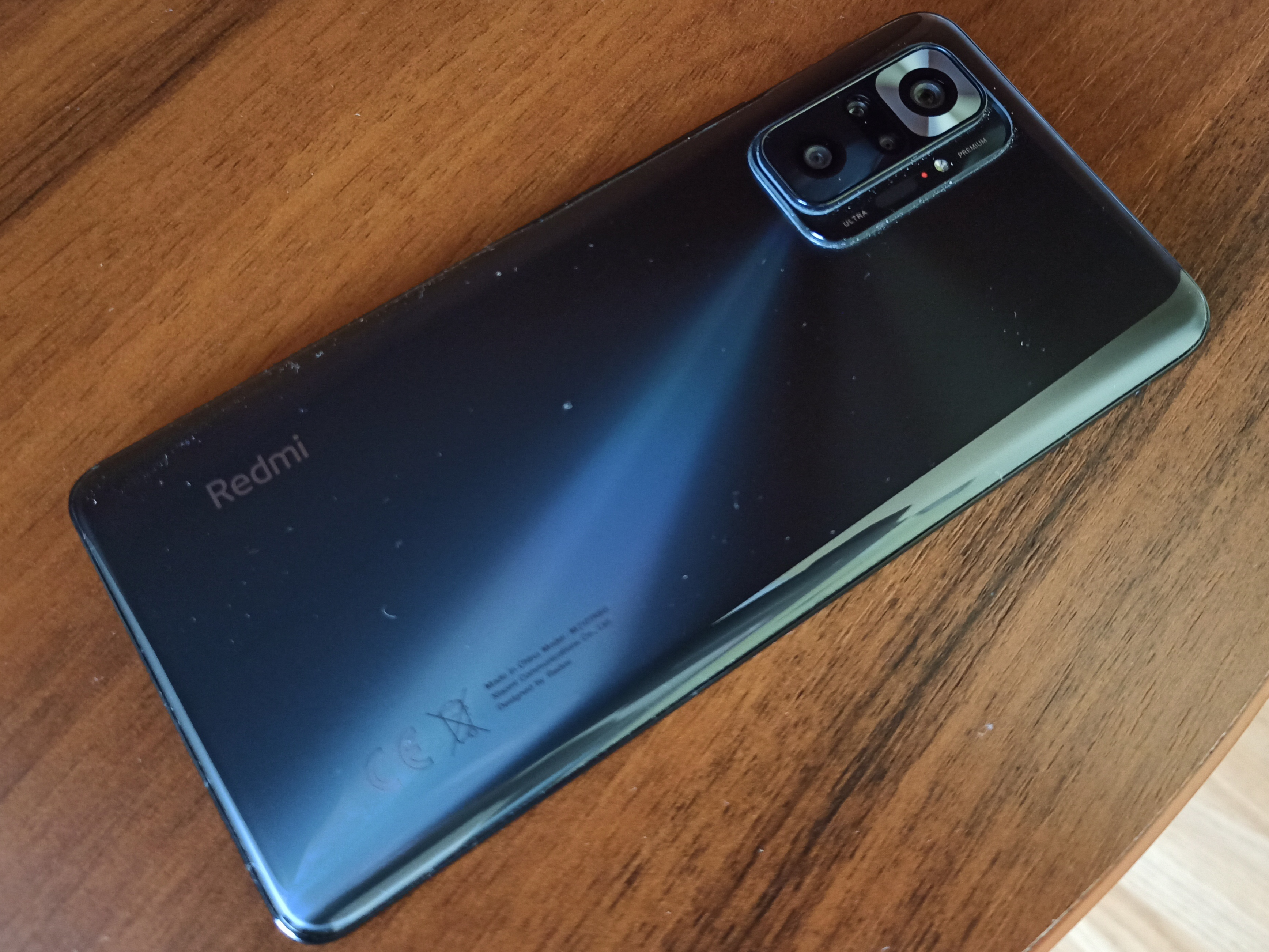
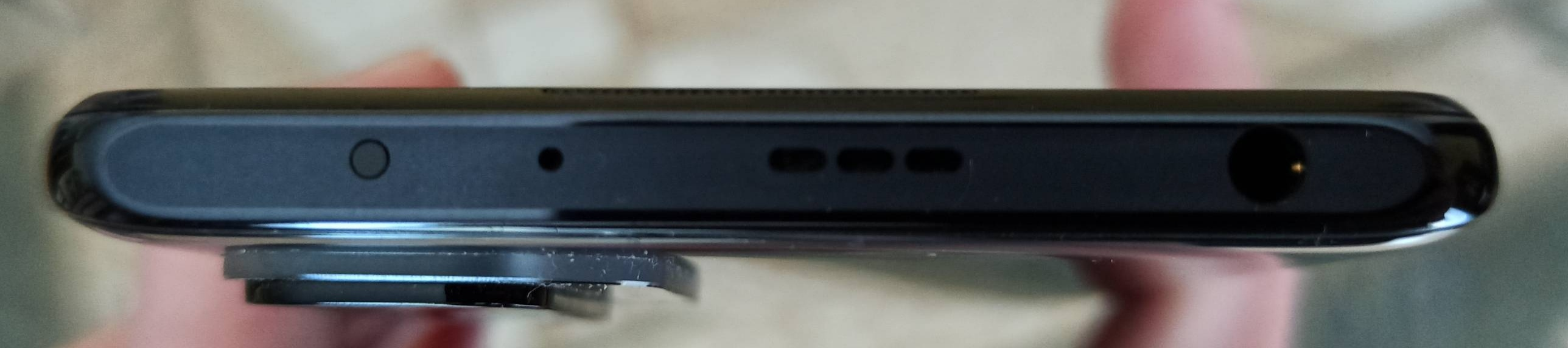
Верхня частина Redmi Note 10 Pro
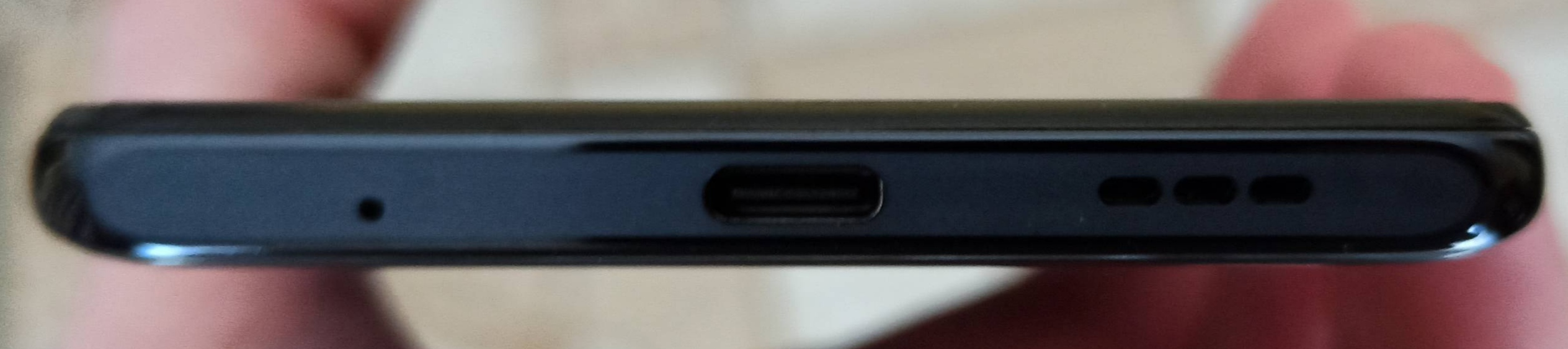
Нижня частина Redmi Note 10 Pro
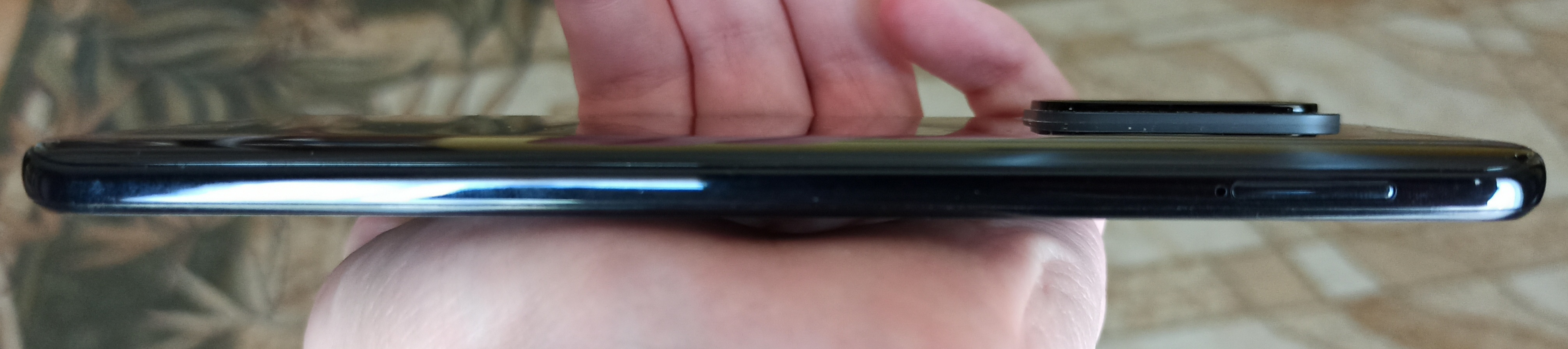
Ліва частина Redmi Note 10 Pro
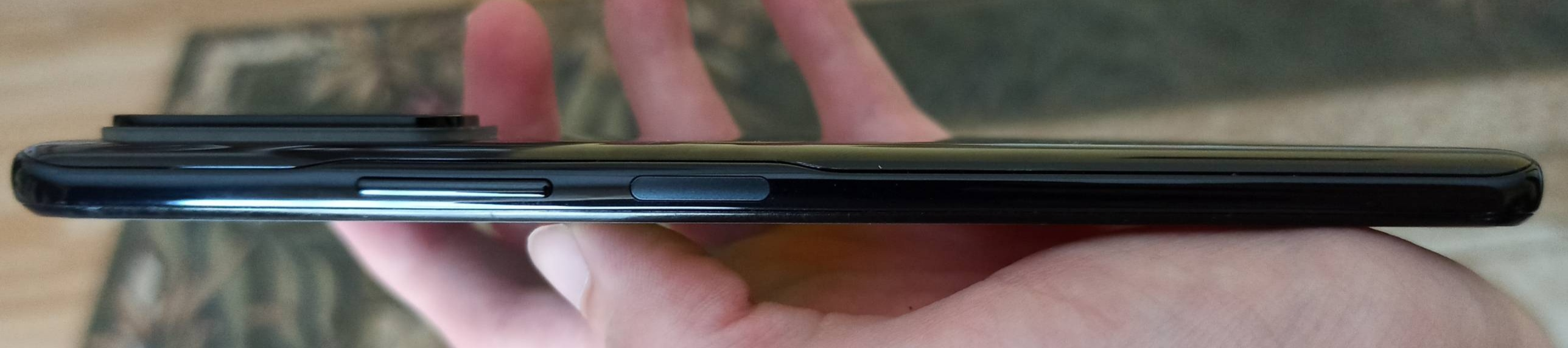
Права частина Redmi Note 10 Pro
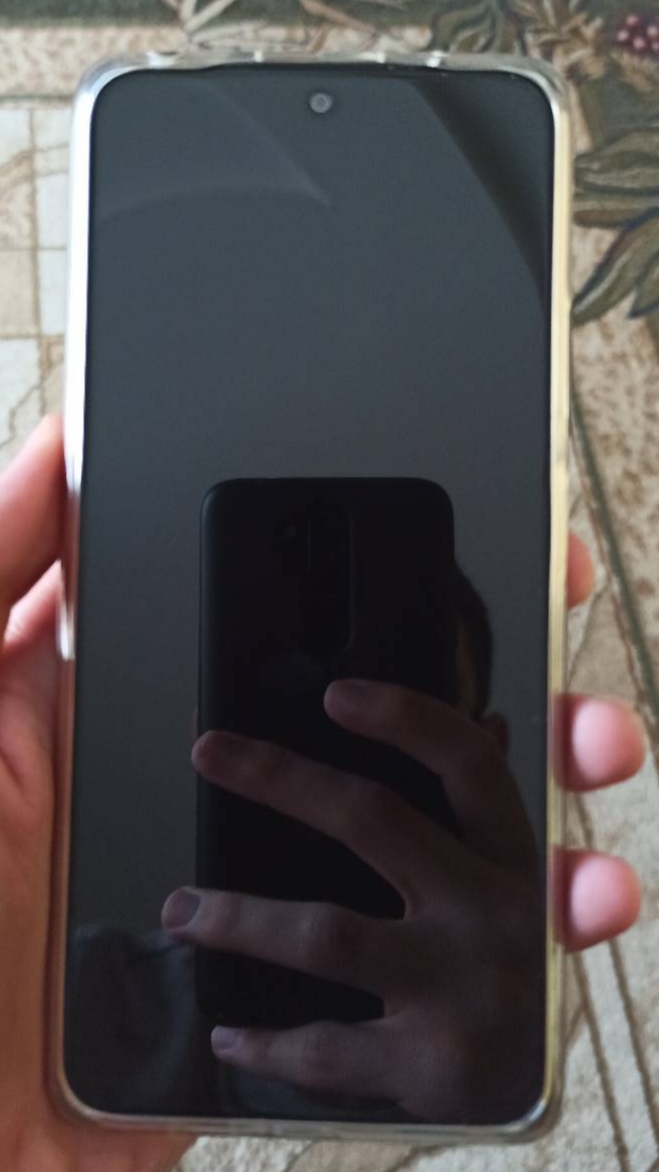
Передня частина Redmi Note 10 Pro в комплектному чохлі
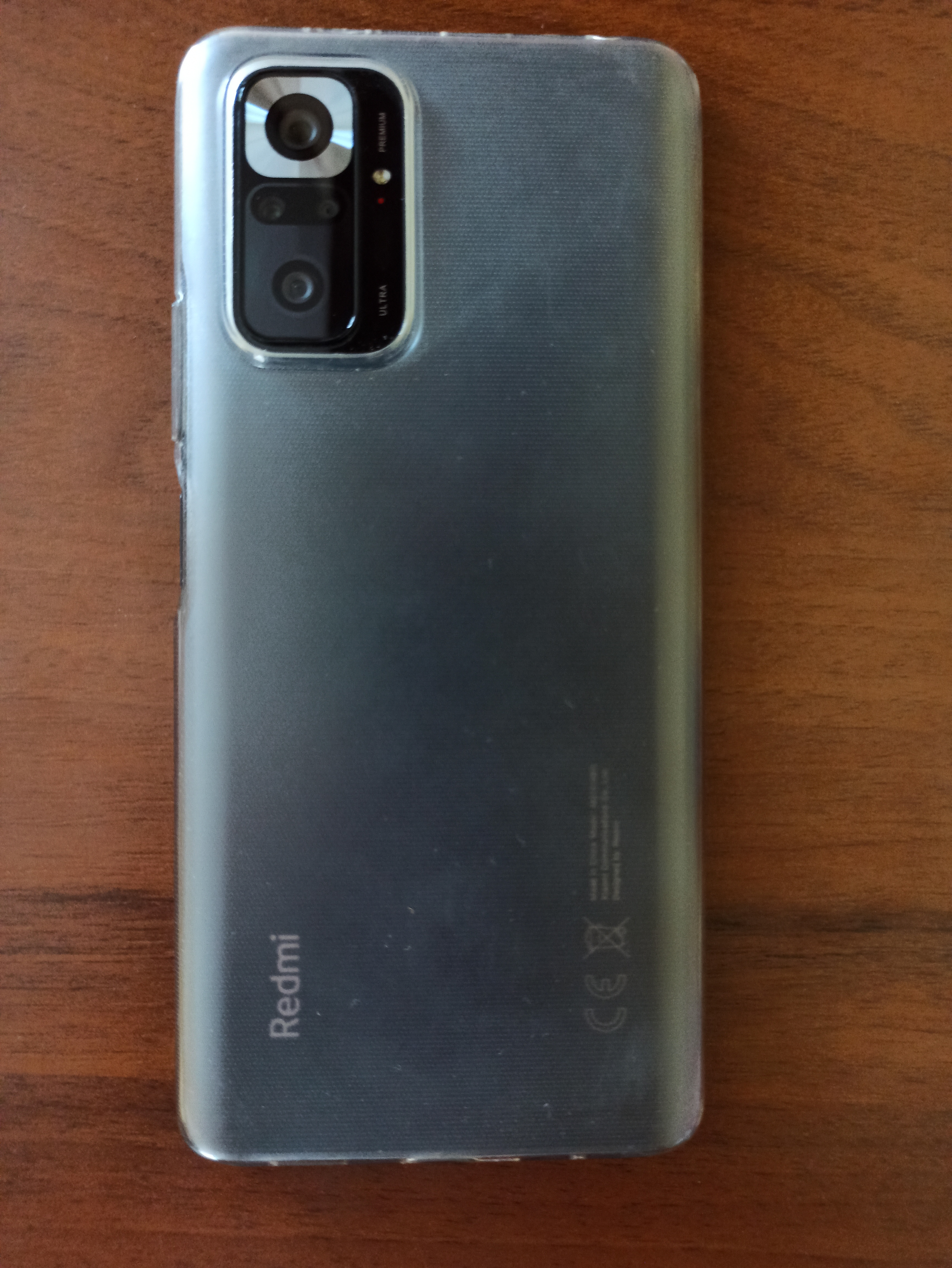
Задня частина Redmi Note 10 Pro в комплектному чохлі
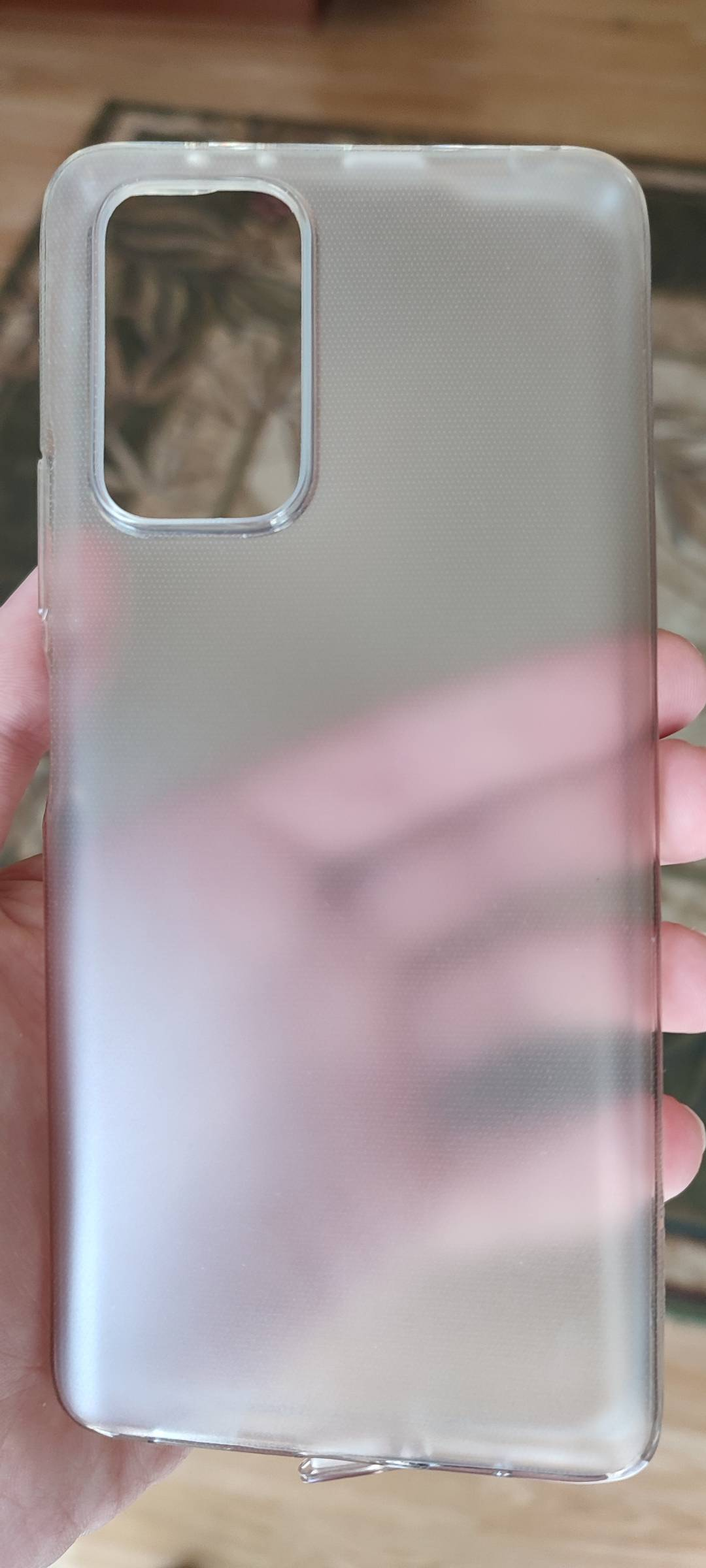
Комплектний чохол